# Завинская, Роксолана Орестовна
Роксолана Орестовна Завинская (укр. Роксолана Орестівна Завінська; род. 16 мая 1993, Львов) — украинская журналистка, главный редактор проектов Тиграна Мартиросяна на телеканале «Украина 24» (2020—2022). Ведущая телеканала «ZIK» (2012—2013). Редактор программы «Шустер LIVE» (2015). Главный редактор телеканала «NewsOne» (2015—2018). Главный редактор телеканала «НАШ» (2018—2020). С 2018 по 2020 — одна из основательниц и владельцев компании «НАШ 365», которая вещала под логотипом «НАШ».

## Биография
Родилась во Львове. Отец — Орест Завинский (убит в 1994 году), организатор львовской преступной группировки, известен под псевдонимом «Завиня». С детства мечтала стать журналисткой. Училась в Львовском университете имени Ивана Франко на факультете журналистики и окончила его с отличием. В 2014 году переехала из Львова в Киев. Есть брат Ростислав.

## Карьера на ТВ
Начинала трудовую деятельность в 16 лет, работая в местных СМИ. В 2012-м году стала ведущей и руководительницей прогноза погоды на телеканале «ZIK» до октября 2013 года (первый выпуск (19.03.2012) Роксолана вела в 17 лет). Некоторое время была журналисткой «СТБ». С февраля по сентябрь 2015 была редактором «Шустер LIVE». В 2015 была участницей проекта телеканала «ICTV» «Что по телевизору?»(«Що по телеку?»). С 2015 по 2018 год — работала главным редактором телеканала «NewsOne». С 7 ноября 2018 (начала вещания телеканала «НАШ») и до 2020 года была главным редактором телеканала «НАШ». В 2019 году стала победительницей премии «Женщина третьего тысячелетия» в номинации «Рейтинг». В своей речи она сказала:

Спасибо большое, хочу сказать, что на самом деле сегодня награждают не только меня, а весь наш коллектив. Я работаю с огромным количеством молодых, классных, талантливых, профессиональных женщин и девушек. И это наша общая награда, поскольку мы каждый день работаем. Я могу сказать, даже боремся на большом информационном поле и вы бы просто видели их взгляд, их глаза, их пыл. Я могу с уверенностью сказать: так могут только женщины. Исключительно. И пользуясь случаем, я хочу сказать, что в этом зале сидит моя мама. Мама, я тебе очень благодарна. Если бы не было тебя — не было бы ничего. Люблю тебя. Большое спасибо
Оригинальный текст (укр.)Щиро дякую, хочу сказати, що насправді сьогодні нагороджують не лише мене, а весь наш колектив. Я працюю з величезною кількістю молодих, класних, талановитих, професійних жінок і дівчат. І це наша спільна нагорода, оскільки ми кожного дня працюємо. Я можу сказати, навіть боремося на великому інформаційному полі і ви би просто бачили їх погляд, їх очі, їх запал. Я можу з впевненістю сказати: так можуть лише жінки. Виключно. І користуючись нагодою, я хочу сказати, що у цій залі сидить моя мама. Мамо, я тобі дуже дякую. Якби не було тебе - не було би нічого. Люблю тебе. Дуже дякую

С 2020 по 2022 годы работала главным редактором всех авторских и специальных проектов Тиграна Мартиросяна на канале «Украина 24». Была редактором спецпроекта к местным выборам-2020 «Украина выбирает» на канале «Украина 24». В 2020 году получила награду от премии «Топ-50 самых успешных женщин Львовщины» в номинации «Общество».

## Личная жизнь
Замужем за телеведущим, бывшим руководителем телеканала «НАШ», бывшим информационным продюсером телеканала «NewsOne», бывшим ведущим каналов «112 Украина» и «Украина 24» Тиграном Мартиросяном.
Она самая лучшая и самая первая. Роксолана - для меня не просто любимый человек, она ещё и в моей профессиональной деятельности, мой партнёр. Когда я работал на канале «NewsOne», она была главным редактором канала «NewsOne», когда я работал на «НАШем» - она была главным редактором телеканала «НАШ», сейчас она главный редактор всех моих специальных проектов на «Украина 24», поэтому её роль в моей жизни на сегодняшний день трудно переоценить. В те дни, когда мы познакомились, это каким-то естественным, органичным образом случилось, как у всех. Нет какой-то истории, что в один день она переключила меня. Мы просто поняли, что подходим друг другу. Разумеется, с первой встречи, с первого взгляда, я испытал симпатию и мы почувствовали эту искру, в которой мы находимся.Тигран Мартиросян, интервью программе «TheЕксклюзив» на телеканале «Вітер»
Кроме того, они постоянно вместе и в личной жизни и в рабочей сфере.
Многие об этом спрашивают, ну как многие, наши друзья об этом много спрашивают, что мы проводим 24 часа в сутки фактически вместе на работе и дома. Нет, это не вызывает сложностей, мы к этому как-то привыкли. Нет такого, что мы отдыхаем друг от друга, или разъезжаемся на некоторое время, или выходные проводим порознь. Это нормальная для нас, понятная, комфортная, доступная среда.Тигран Мартиросян, интервью программе "TheЭксклюзив" на телеканале "Вітер" (рус. Ветер), 2020 год.
Как вспоминает сам Тигран, они познакомились, когда Роксолана работала редактором утреннего шоу «Утро 6-9» на «Newsone», а он на тот момент работал ведущим в утреннем шоу «112 минут» на канале «112 Украина».

## Список проектов, в которых она принимала участие

### «ZIK» (2012-2013)
- 2012-2013 - информационная программа «Погода»

### «Савик Шустер Студиос» (2015)
- 2015 - ток-шоу «Шустер LIVE»

### «NewsOne» (2015-2018)
- 2015-2018 - утреннее шоу «Утро 6-9»
- 2017-2018 - ток-шоу «Украинский формат»

### «НАШ» (2018-2020)
- 2018-2019 - ток-шоу «События недели с Тиграном Мартиросяном»
- 2018-2019 - ток-шоу «LIVE-шоу»
- 2018-2019 - дневное шоу «Наш день»
- 2018 - новогодний концерт
- 2019 - ток-шоу «Президент»
- 2019 - марафон «Наш президент»
- 2019 - марафон «Наш парламент»
- 2019-2020 - ток-шоу «ВАЖLIVE»
- 2019 - разговорная программа «Время с Тиграном Мартиросяном»
- 2019 - ток-шоу «Оппозиция»

### «Украина 24» (2020-2022)
- 2020 - разговорная программа «Большое интервью с Тиграном Мартиросяном»
- 2020-2022 - разговорая программа «Украина с Тиграном Мартиросяном»
- 2020 - марафон «Украина выбирает»
- 2021 - итоговый проект (позднее - ток-шоу) «Большая пятница»
- 2022 - телемарафон «Единые новости»

## Награды
- Статуэтка премии «Женщина третьего тысячелетия» в номинации «Рейтинг»[11]
- Статуэтка премии «Топ-50 самых успешных женщин Львовщины» в номинации «Общество»[15]

## Интересные факты
- Как утверждает Тигран, хорошо готовит[16].
- Её любимые цветы — пионы[16].
- В свободное время увлекается кинематографией, психологией, путешествиями и политтехнологиями.
- Есть домашний питомец — собака Гарик, порода — французский бульдог[17].

## Съёмки в клипах
- ЖЕТОН — «Жизнь без кадыка», роль — гадалка Клеопатра Рудницкая[18]